# Europese kampioenschappen boksen vrouwen 2018
De Europese kampioenschappen boksen 2018 waren de elfde editie van de Europese kampioenschappen boksen voor vrouwen en vonden plaats van 5 tot en met 12 juni 2018 in de Asics Arena van Sofia, Bulgarije. Er werd door 146 boksers uit 32 landen gestreden in tien gewichtscategorieën.

## Medailles
| Gewichtsklasse              | Goud                | Zilver              | Brons                                     |
| --------------------------- | ------------------- | ------------------- | ----------------------------------------- |
| Lichtvlieggewicht (– 48 kg) | Ekaterina Paltceva  | Sevda Asenova       | Hanna Okhota Steluța Duță                 |
| Vlieggewicht (– 51 kg)      | Svetlana Soluianova | Buse Naz Çakıroğlu  | Gabriela Dimitrova Yana Burym             |
| Bantamgewicht (– 54 kg)     | Stoyka Petrova      | Delphine Mancini    | Viktoria Kuleshova Giulia De Laurenti     |
| Vedergewicht (– 57 kg)      | Stanimira Petrova   | Daria Abramova      | Mona Mestiaen Michaela Walsh              |
| Lichtgewicht (– 60 kg)      | Mira Potkonen       | Anastasia Belyakova | Kellie Harrington Denitsa Eliseyeva       |
| Halfweltergewicht (– 64 kg) | Melis Yonuzova      | Sema Çalışkan       | Mariia Badulina-Bova Ekaterina Dynnik     |
| Weltergewicht (– 69 kg)     | Elina Gustafsson    | Yaroslava Yakushina | Assunta Canfora Nadine Apetz              |
| Middengewicht (– 75 kg)     | Nouchka Fontijn     | Mariya Borutsa      | Sarah Scheurich Lauren Price              |
| Halfzwaargewicht (– 81 kg)  | Maria Urakova       | Elif Güneri         | Viktoria Kebikova Anastasia Chernokolenko |
| Zwaargewicht (+ 81 kg)      | Flavia Severin      | Kristina Tkacheva   | Şennur Demir Lidia Fidura                 |

## Medaillespiegel
| Plaats | Land        | Goud | Zilver | Brons | Totaal |
| 1      | Rusland     | 3    | 4      | 2     | 9      |
| 2      | Bulgarije   | 3    | 1      | 2     | 6      |
| 3      | Finland     | 2    | 0      | 0     | 2      |
| 4      | Italië      | 1    | 0      | 2     | 3      |
| 5      | Nederland   | 1    | 0      | 0     | 1      |
| 6      | Turkije     | 0    | 3      | 1     | 4      |
| 7      | Oekraïne    | 0    | 1      | 3     | 4      |
| 8      | Frankrijk   | 0    | 1      | 1     | 2      |
| 9      | Wit-Rusland | 0    | 0      | 2     | 2      |
| 9      | Duitsland   | 0    | 0      | 2     | 2      |
| 9      | Ierland     | 0    | 0      | 2     | 2      |
| 12     | Polen       | 0    | 0      | 1     | 1      |
| 12     | Roemenië    | 0    | 0      | 1     | 1      |
| 12     | Wales       | 0    | 0      | 1     | 1      |
| Totaal | Totaal      | 10   | 10     | 20    | 40     |

## Deelnemende landen
Er deden 146 boksers uit 32 landen mee aan het toernooi.
- Armenië (2)
- Azerbeidzjan (1)
- Bulgarije (7)
- Denemarken (2)
- Duitsland (9)
- Engeland (4)
- Finland (3)
- Frankrijk (6)
- Georgië (1)
- Griekenland (3)
- Hongarije (9)
- Ierland (3)
- Italië (8)
- Kosovo (1)
- Kroatië (3)
- Litouwen (2)
- Moldavië (2)
- Montenegro (1)
- Nederland (3)
- Noorwegen (2)
- Oekraïne (10)
- Polen (8)
- Roemenië (6)
- Rusland (10)
- Servië (4)
- Slovenië (1)
- Spanje (6)
- Tsjechië (5)
- Turkije (10)
- Wales (2)
- Wit-Rusland (8)
- Zweden (4)